# Hisonotus
Hisonotus is een geslacht van straalvinnige vissen uit de familie van de harnasmeervallen (Loricariidae).

## Soorten
- Hisonotus aky Azpelicueta, Casciotta, Almirón & Koerber, 2004
- Hisonotus armatus Carvalho, Lehmann, Pereira & dos Reis, 2008
- Hisonotus brunneus Carvalho & dos Reis, 2011
- Hisonotus carreiro Carvalho & dos Reis, 2011
- Hisonotus charrua Almirón, Azpelicueta, Casciotta & Litz, 2006
- Hisonotus chromodontus Britski & Garavello, 2007
- Hisonotus depressicauda Miranda-Ribeiro, 1918
- Hisonotus depressinotus Miranda-Ribeiro, 1918
- Hisonotus francirochai Ihering, 1928
- Hisonotus heterogaster Carvalho & dos Reis, 2011
- Hisonotus hungy Azpelicueta, Almirón, Casciotta & Koerber, 2007
- Hisonotus insperatus Britski & Garavello, 2003
- Hisonotus iota Carvalho & dos Reis, 2009
- Hisonotus laevior Cope, 1894
- Hisonotus leucofrenatus Miranda-Ribeiro, 1908
- Hisonotus leucophrys Carvalho & dos Reis, 2009
- Hisonotus luteofrenatus Britski & Garavello, 2007
- Hisonotus maculipinnis Regan, 1912
- Hisonotus megaloplax Carvalho & dos Reis, 2009
- Hisonotus montanus Carvalho & dos Reis, 2009
- Hisonotus nigricauda Boulenger, 1891
- Hisonotus notatus Eigenmann & Eigenmann, 1889
- Hisonotus notopagos Carvalho & dos Reis, 2011
- Hisonotus paulinus Regan, 1908
- Hisonotus prata Carvalho & dos Reis, 2011
- Hisonotus ringueleti Aquino, Schaefer & Miquelarena, 2001
- Hisonotus taimensis Buckup, 1981
- Hisonotus vireo Carvalho & dos Reis, 2011